# Gluskin
Gluskin je priimek več oseb:
- Mark Semjonovič Gluskin, sovjetski general
- Lud Gluskin, ameriški glasbenik